# Деби Хари
Анџела Тримбл, познатија као Дебора Ен Хари или Деби Хари (Мајами, 1. јул 1945) америчка је певачица, модел, глумица и ауторка песама, широј јавности познатија као певачица новоталасног бенда Блонди. Заједно са бендом постигла је велики комерцијални успех, а велики број њених издања нашао се на топ-листама у Сједињеним Државама и Великој Британији у периоду од 1979. до 1981. године.
Рођена је у Мајамију, а усвојена је у Њу Џерзију. Након похађања факултета радила је на великом броју послова, била плесачица, секретарица и плејбој зечица, пре него што се опробала у музици. Била је једна од оснивачица бенда Блонди, 1974. године у Њујорку, са којом је објавила велики број песама.
Године 1981. објавила је први соло албум под називом KooKoo, укупно пет студијских албума и три компилацијска. Након паузе од музике, Деби се посветила глумачкој каријери и појавила у великом броју филмова укључујући Union City, Videodrome, Body Bags, Cop Land и многе друге.
Бенд Блонди се крајем деведесетих година поново окупио и објавио неколико албума, а Хари је поред музичке каријере, наставила и глумачку.

## Детињство и младост
Рођена је као Анџела Тримбл (енгл. Angela Trimble), 1. јула 1945. године у Мајамију. Када је имала три месеца усвојили су је Ричард и Катрин Хари, власници продавнице у Хоторну, Њу Џерзи и дали јој име Дебора Ен Хари. Деби је сазнала да је усвојена када је имала четири године, а крајем осамдесетих година пронашла је своју мајку, која је била пијанисткиња и није желела да оствари контакт са Деби. Већи део детињства је проводила играјући се у шуми поред своје куће.
Похађала је Хоторн средњу школу коју је завршила 1963. године. Дипломирала је на Сенетари колеџу у Хакетстауну на одсеку Уметности, 1965. године. Пре него што је почела да пева преселила се у Њујорк и крајем шездесетих година радила годину дана као секретарица Би-Би-Си радио станице. Након тога радила је као конобарица у ноћном клубу и ресторану у Њујорку, потом као го-го плесачица у дискотеци у Јунион Ситију, а након тога као плејбој зечица.
Деби данас живи у округу Монмут у Њу Џерзију и има четири кућна љубимца. Била је у вези је са гитаристом групе Блонди, Крисом Стејном, али су се разишли 1989. године. Признала је да су у том периоду користили дрогу, а да су престали након проведеног времена на рехабилитацијској клиници. Деби је кума Стејновим ћеркама.

## Каријера

### 1966—1975: Почетак каријере и оснивање групе Блонди
Крајем шездесетих година Деби је започела музичку каријеру као вокалисткиња фолк рок групе The Wind in the Willows која је објавила албум 1968. године за издавачку кућу Капитол рекордс. Године 1974. Деби је приступила бенду Stilettoes заједну са Елдом Ђентиле и Амандом Џоунс. Убрзо након тога у бенд је дошао гитариста Крис Стејн, који је почео да се забавља са Деби. Након што је напустила бенд Stilettoes, Деби и Крис основали су бенд Angel and the Snake заједно са Тишом и Снукијем Беломом. Након тога Деби и Крис су основали бенд Блонди. Убрзо након оснивања бенд је често имао наступе у клубовима Макс у Канзас Ситију и CBGB у Њујорку.

### 1976—1980: Афирмисање на сцени и постизање успеха
Због своје фотогеничности, одважног избора одеће и дуге плаве косе, Деби је брзо постала икона панк музике. У јуну 1979. године група Блонди представљена је на насловној страни часописа Ролинг стоун. Блонди су објавили истоимени албум 1976. године, а он се нашао на четрнаестом месту листе у Аустралији и седамдесет и петом месту листе у Уједињеном Краљевству. Други студијски албум под називом  објављен је у фебруару 1978. године и постигао је успех ван Сједињених Држава. Трећи студијски албум групе под називом  објављен је 23. септембра 1978. године, а постигао је велики међународни успех. На албуму се налази хит сингл Heart of Glass који је био на првом месту у Сједињеним Државама и продат је у два милиона примерака. Песма је такође била на првом месту листе у Великој Британији и други најпродаванији сингл 1979. године. Успех бенда настављен је издањем албум Eat to the Beat, 13. октобра 1979. године. Албум Autoamerican бенд је објавио у новембру 1980. године и он је био трећи на листи у Уједињеном Краљевству и седми на листи у Сједињеним Државама. Песме Call Me, Atomic, The Tide Is High и Rapture биле су на првим местима листа у Сједињеним Државама и Уједињеном Краљевству.
Деби и Крис су се спријатељили са цртачем графита Фаб Фајв Фредијем, који их је упознао са новонасталом хип хоп сценом у Бронксу. Преко њега, бенд се повезао са репером Грендмастер Флешом. Након тога Деби се спријатељила са америчким сликаром Енди Ворхолом који је створио малу серију од четири портрета Деби у различитим бојама, а фотографије су биле изложене на изложби у Лондону 2013. године. Њена сарадња са Ворхолом се наставила и она је била његов гост у МТВ емисији Петнаест минута Ендрија Ворхола.

### 1981—1987: Соло каријера и глума
Године 1981. Деби је објавила у медијима да њено име није Блонди нити Деби, већ Дебора Хари. Соло каријеру започела је објављивањем албума KooKoo 1981. године, који су продуцирали Нил Роџерс и Бернард Едвардс, а албум је био на двадесет и петом месту у Сједињеним Америчким Државама и шестом месту музичке листе у Уједињеном Краљевству. Албуму је касније уручен златни сертификат у Сједињеним Државам аи сребрни у Уједињеном Краљевству. Први албумски сингл под називом  био је на четрдесет и трећем месту америчке листе Билборд хот 100, двадесет и деветом месту Денс клуб листе и тридесет и другом месту листе синглова у Уједињеном Краљевству. Други сингл под називом  био је на осамдесет и другом месту листе у Сједињеним Државама.
Након годину дана паузе од музике, Деби је објавила свој шести студијски албум под називом The Hunter, у мају 1982. године. Албум није био успешан колико њени претходни, а светска турнеја на којој је Деби требала да промовише албум је отказана због слабе продаје карата за концерте. У овом периоду, Крис Стејн се разболео, а због тога и пада продаје бенд Блонди је расформиран. Након што је бенд Блонди престао да постоји 1982. године, Деби се слабо бавила музиком јер је бринула о болесном партнеру Стејну. Године 1983. објавила је сингл Rush који није имао комерцијални усех. Исте године Деби је имала главну улогу филму Видеодром. За своју улогу добила је сјајне критике од стране филмских критичара.
Године 1985. Деби је објавила сингл Feel The Spin, који такође није доживео велики комерцијални успех. Други соло албум под називом Rockbird објавила је 15. новембра 1986. године, а он је био на деведесет и седмом месту листе у Сједињеним Државама и тридесет и првом месту листе у Уједињеном Краљевству. Сингл French Kissin постигао је благи комерцијални успех у Сједињеним Државама, а у Великој Британији био је осми међу десет најбољих синглова. Остали синглови са албума су Free to Fall и In Love with Love који је био на првом месту денс листе у Сједињеним Државама и објављено је неколико ремикса те песме. Године 1987. Деби је глумила у филму Заувек Лулу у главној улози заједно са Алеком Болдвином.

### 1988—1996: Глума и соло каријера
Године 1988. Деби је снимила песму  као саундтрек филма Удата за мафију из 1988. године. Исте године имала је улогу у филму Спреј за косу.
Дана 16. октобра 1989. године објавила је трећи студијски албум под називом . Први албумски сингл под називом  био је хит у Европи и Аустралији, као и на америчкој рок листи синглова. Због успеха сингла, албум је био на дванаестом месту листе у Уједињеном Краљевству, где му је додељен сребрни сертификат. Def, Dumb & Blonde је након промоције био на сто двадесет и трећем месту у Сједињеним Државама. На албуму су се нашле песме Brite Side и -{Sweet and Low}. Песму Maybe for Sure Деби је снимила за потребе анимираног филма Rock & Rule. Албумски сингл Kiss It Better био је на дванаестом месту америчке листе модерног рока и постигао већи комерцијални успех од сингла I Want That Man. Деби се након објављивања албума појавила у филму Приче са тамне стране, који је објављен 1990. године. У марту 1991. године објављена је компилација под називом The Complete Picture: The Very Best of Deborah Harry and Blondie на којој се налази велики број песама Деби, а компилација је била на трећем месту листе у Уједињеном Краљевству.
Године 1992. у време док је снимала песме за свој четврти соло албум под називом Debravation, Деби је сарађивала са немачким пост-панк бендом Die Hau на песми Don't Cross My Mind и објавила песму  као саундтрек истоименог филма. Такође је обрадила песму Summertime Blues која је била саундтрек филма Та ноћ у Аустралији. Албум Devotion објављен је 24. августа 1993. године и на њему се налази четрнаест песама. Први албумски сингл под називом  био је на двадесет и трећем месту листе у Уједињеном Краљевству и другом месту денс листе у Сједињеним Државама. Након тога објављен је трећи албумски сингл под називом .
У новембру 1993. године Деби је имала музичку турнеју у Великој Британији. На њеном репертоару налазиле су се песме са последњег албума као и до тада необјављена песма под називом Close Your Eyes, која је снимљена 1987. године. Почетком 1994. године имала је турнеју у Сједињеним Државама како би промовисала албум . Током овог периода, у Великој Британији објављени су сви њени соло албуми на компакт диск издању и доживели су комерцијални успех.
Средином деведесетих година Деби се придружила неколико бендова, приступила је џез ансамблу Jazz Passengers 1994. године и појавила се на њиховом албум под називом In Love. Деби је такође успоставила сарадњу са клавијатуристом Џимијем Дестријем како би обрадила песму Don't Be Cruel, која се нашла на албуму Brace Yourself!. Током овог периода снимила је дует са глумцем Робертом Џексом под називом Der Einziger Weg, а песма је била саундтрек филма Тексашки масакр моторном тестером: Нова генерација, који је објављен 1994. године, а песма снимљена на енглеском и немачком језику. Деби је такође била вокалисткиња пројекта бенда Talking Heads под називом the Heads, са којима је 1996. године објавила албум No Talking, Just Head. Након тога поново је сарађивала са бендом Jazz Passengers, овога пута на песми The City in the Sea, која се појавила на албуму Closed on Account of Rabies из 1997. године.
Заједно са Лив Тајлер појавила се на филму Heavy који је објављен 1997. године, а била је у улози конобарице њујоршког ресторана. Наредне године имала је улогу у филму Земља полицајаца.

### 1997—2007: Поновно формирање бенда Блонди и соло каријера
Године 1997. бенд Блонди је поново почео са радом, први пут након петнаест година. Дана 23. фебруара 1999. године бенд је објавио албум No Exit, до марта 2006. године продат је у 2 милиона примерака широм света. Водећи албумски сингл под називом  био је на првом месту листе у Уједињеном Краљевству и на првом месту у четрнаест других државама широм света, као и међу десет најбољих денс песама у Сједињеним Државама. No Exit дебитовао је на трећем месту у Уједињеном Краљевству и седамнаестом месту у Сједињеним Државама.
Године 2001. Деби се појавила на албуму Били Вера под називом , на песми Me and You, као и на албуму Ендија Самерса под називом , на песми Weird Nightmare. Обрадила је песму (Ghost) Riders in the Sky: која је служила као саундтрек за филм Три бизнисмена и била доступна за дигитално преузимање. У мају 2002. године успоставила је сарадњу са бендом Jazz Passengers и оркестром BBC Concert Orchestra и са њима одржала концерт у Лондону. Године 2003. снимила је песму Waltzing Matilda која се нашла на албуму House Party. Дана 13. октобра 2003. године заједно са бендом Блонди објавила је албум The Curse of Blondie, који је до 9. августа 2005. године продат у 34.000 примерака у Сједињеним Државама.
Године 2006. Деби је почека да ради у Њујорку на њеном петом соло албуму под називом Necessary Evil, који је објављен 5. септембра 2007. године. На албуму се налази четрнаест песама, укључујући први албумски сингл Two Times Blue, који је објављен 6. јуна 2007. године.

### 2008—данас
Године 2008. Деби је учествовала у снимању албума Folie à Deux бенда Фол аут бој, на песми West Coast Smoker. Године 2010. снимила је неколико соло песама и дуета са Ником Кејвом за музички пројекат под називом „Џефри Ли Пирс”.
Заједно са бендом Блонди, 30. маја 2011. године објавила је албум Panic of Girls, а исте године и књигу под називом . Током 2014. била је гост са бендом Arcade Fire на музичком и уметничком фестивалу Коачела. Дана 12. маја 2014. године бенд Блонди објавио је албум под називом Blondie 4(0) Ever, а на њему су се нашли синглови A Rose by Any Name, Sugar on the Side и I Want to Drag You Around. Једанаести студијски албум групе Блонди под називом  објављен је 5. маја 2017. године. У октобру 2019. године, Деби је објавила мемоаре под називом .